# Adunarea poporului
Adunarea poporului reprezenta organul suprem în statele democratice din antichitate (cetățile grecești). Era formată din toți cetățenii majori, indiferent de starea lor materială. De obicei, locul de convocare era în agora.
Obiectul dezbaterii era universal: probleme legislative, politice, alegerea magistraților etc. În Roma antică (sec. V î.Hr.) adunarea poporului era singurul organ cu putere legislativă și împuternicit să declare război și să încheie pace.
Când consulul hotăra convocarea adunării, trâmbițașii se urcau pe zidurile cetății și anunțau ziua în care poporul urma să se întrunească pentru a lua hotărâri. Cetățenii înarmați se adunau în afara orașului, pe Câmpul lui Marte. Asemenea grecilor, adunarea poporului începea cu o ceremonie religioasă, printr-un sacrificiu și rostirea de rugăciuni. Magistratul deschidea adunarea și arăta scopul acesteia, iar apoi dădea cuvântul cetățenilor. Tot consulul (magistratul) propunea pe cei care urmau să fie aleși dregători. La un ordin dat de el, cetățenii se organizau pe centurii. Un slujbaș, desemnat în prealabil, trecea pe la fiecare centurie și culegea verbal votul acesteia. Majoritatea opțiunilor centuriilor determina hotărârea adunării. Îndată ce se obținea majoritatea, se oprea votul. Votul trebuia terminat înaintea apusului Soarelui. Rezultatul votului putea deveni nul, dacă în timpul votării se producea vreun fenomen defavorabil (de exemplu, un tunet, un atac de epilepsie, un animal scăpat dintre rândurile cetățenilor etc.) Magistratul era nevoit atunci să convoace o nouă adunare.